# 黛安娜·科林斯
黛安娜·科林斯（英語：Diane Collings，1959年6月5日—），新西兰女子射击运动员，主攻步枪。她曾代表新西兰参加2002年英联邦运动会射击比赛，获得一枚铜牌。

## 家庭
丈夫迈克·科林斯。